# Chicahuaxtla (Puebla)
Chicahuaxtla es una población del estado mexicano de Puebla, localizado en la Sierra Norte del estado en el municipio de Tlaola.

## Localización y demografía
Chicahuaxtla se encuentra localizado en el norte del estado de Puebla formando parte del municipio de Tlaola, sus coordenadas geográficas son 20°08′33″N 97°56′44″O / 20.14250, -97.94556 y a una altitud de 1 196 metros sobre el nivel del mar. Su enterno es montañoso por estar enclavado en la Sierra Norte de Puebla.
Se encuentra a unos dos kilómetros al oeste de la cabecera municipal, Tlaola, con la que se comunica mediante una carretera que también la une hacia el oeste con la Carretera Federal 130 que la comunica con ciudades como Huauchinango, Nuevo Necaxa y Xicotepec.
De acuerdo al Censo de Población y Vivienda realizado en 2010 por el Instituto Nacional de Estadística y Geografía, la población total de Chicahuaxtla es de 2 640 habitantes, de los que 1 262 son hombres y 1 378 son mujeres.
Chicahuaxtla es la segunda localidad más poblada del municipio de Tlaola, superada por Xaltepuxtla.

## Actualidad
El 6 de agosto de 2016 la localidad, al igual que toda la Sierra Norte de Puebla, fue golpeada por los remanentes del Huracán Earl, cuyas lluvias torrenciales devastaron a la población, causando el desbordamiento del río que la atravesaba y el deslizamiento de uno de los cerros que la rodea.